# اریک لارشون (ورزشکار)
اریک لارشون (انگلیسی: Erik Larsson؛ ۱۴ مه ۱۸۸۸ – ۲۳ اوت ۱۹۳۴) ورزشکار طناب‌کشی اهل سوئد بود.
وی در مسابقات کشوری و بین‌المللی در مجموع برندهٔ ۱ مدال طلا شده‌است.